# Phyllophorus rosetta
Phyllophorus rosetta is een zeekomkommer uit de familie Phyllophoridae.
De wetenschappelijke naam van de soort werd in 1994 gepubliceerd door A.S. Thandar.